# 1733 (商业空间)
1733，又称1733商业空间，是抖音集团位于北京海淀大钟寺的办公区及商业街区，于2023年12月29日对外开业。位于北京市海淀区地铁大钟寺站过街天桥以西南方向。
该商业区以1733作为名称，是因为1733既寓意着北京大钟寺于公元1733年建成，也寓意着拼音谐音“一起散散”。

## 历史
该商业街区最早前身可追溯至此前于2004年建立的中坤生活广场。
2004年，中坤集团在大钟寺兴建“中坤生活广场”，号称“三环内最后一个城市综合体”。原计划于2007年1月招租，但直至2011年，项目仍然进展缓慢。
2013年，中坤集团计划将中坤广场改造为写字楼，但因小业主反对而搁置。
2019年1月18日，为了解决中坤广场的经营不善乱象问题，经北京市海淀区人民政府牵头，字节跳动收购中坤广场。由于收购进展缓慢，一度有言论传出称字节跳动可能要放弃中坤广场。但有前字节跳动员工表示，不少字节跳动员工曾经在字节跳动员工内网畅想，认为字节跳动收购中坤广场可以充分解决字节跳动公司的工区繁多、办公困难等问题，以此推定字节跳动不会轻易放弃。
在海淀区人民政府协助和领导下，中坤广场（1733）被列为海淀区规划中京张铁路遗址公园的有机组成部分，也是北京地铁大钟寺站的轨道交通商业生活一体化的组成部分，作为海淀区城市发展更新的重点项目。
2020年，中坤广场停止运营并开始改造。
2023年，抖音集团工作组进驻大钟寺广场作为其办公区。广场大楼外设有“抖音”标识，楼内一层大堂设有“字节跳动”标识。
2023年12月29日，1733商业区正式对外开放，消费群体以年轻人为主，部分店铺为北京首店。抖音生活服务官方号在抖音上于1733开业当天对该商业街区进行了直播。

## 商业区布置

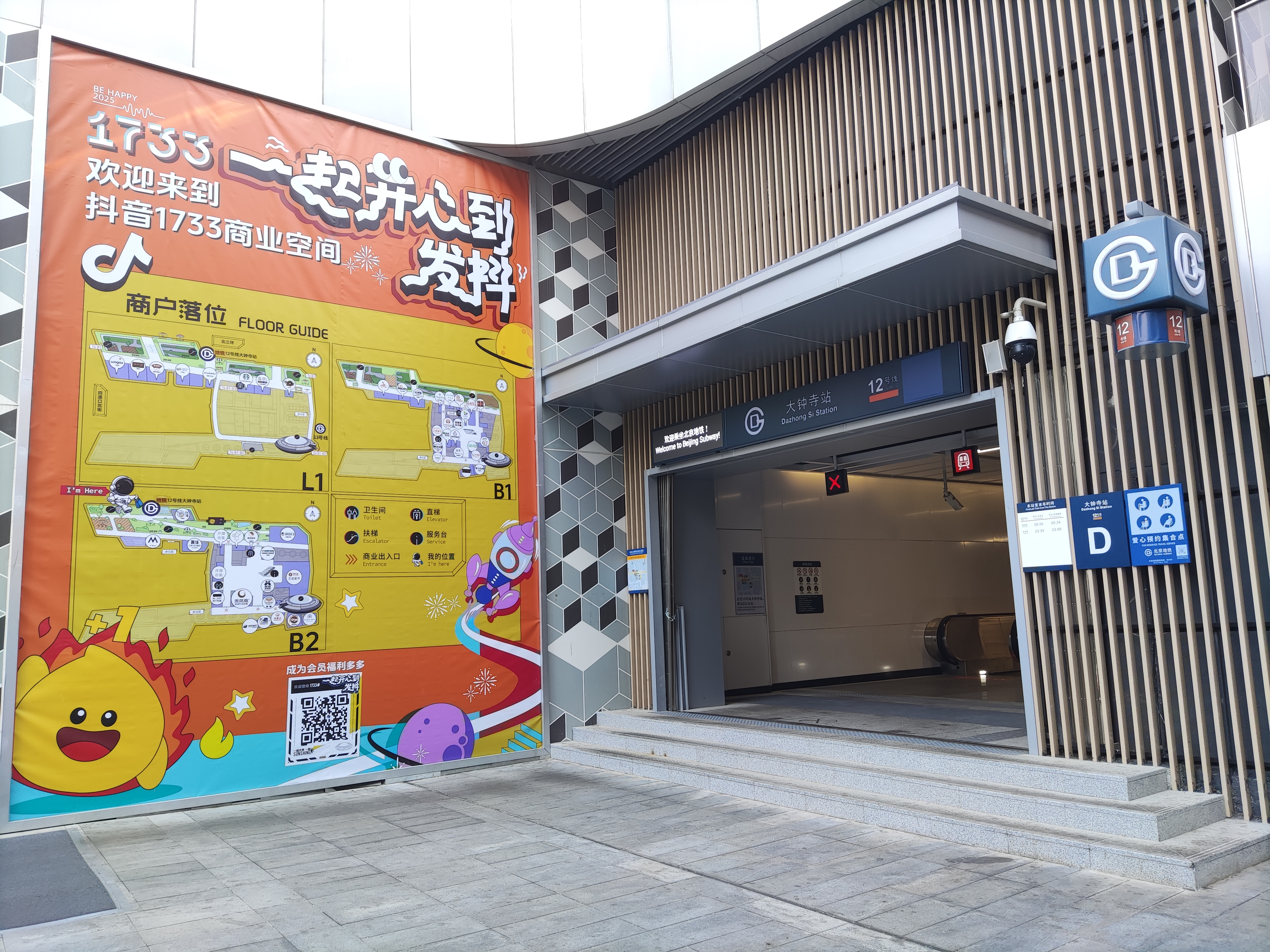
抖音园区地下1733商业空间的北京地铁大钟寺站D口

该商业街区允许外部人员进入。该商业区位于抖音集团北京大钟寺广场办公楼的1层至地下3层，其中B1-B2层为半室内半室外商业区，B3层为地下停车场，1层为室外商业区。该商业街区在空间设计上采用了去中心化的矩阵排布方式。商业区设有多处直升电梯和扶梯，其中部分直升电梯与抖音集团办公区楼层联通（与抖音集团办公区联通的电梯只允许持有字节跳动门禁卡的字节跳动员工或字节跳动工区访客乘坐，其他电梯对外开放）。商业区地下二层预留与北京地铁12号线大钟寺站联通的通道，为大钟寺站D出入口，已于2024年12月15日开放。